# Tramvaiul tras de cai din Timișoara

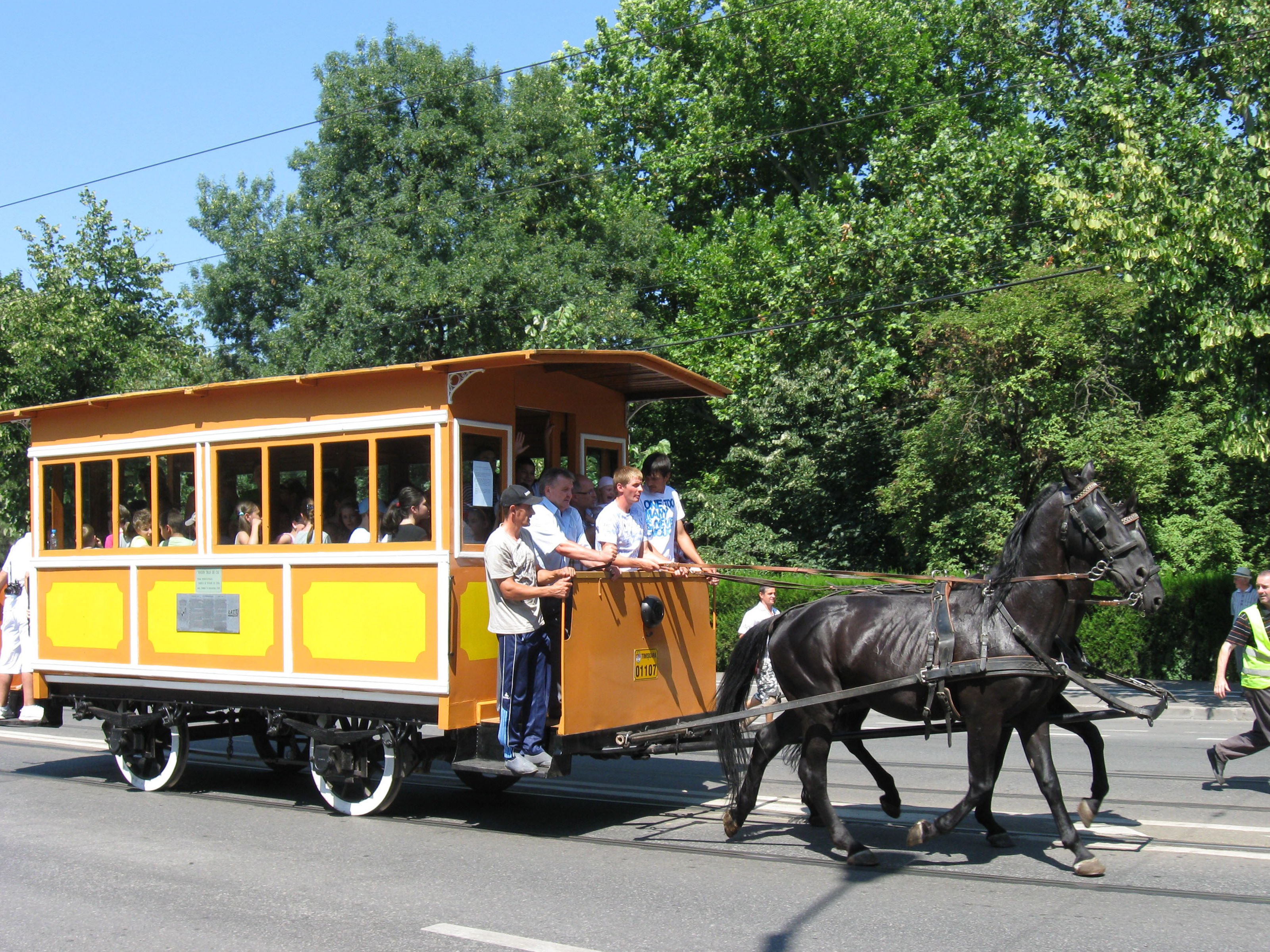
Tramvai tras de cai în Timișoara, 2011, reproducere după tramvaiul de epocă

Tramvaiul cu cai din Timișoara a fost deschis în 1869 și a constituit piatra de temelie a tramvaiului din Timișoara, care este electrificat începând cu 1899. Tramvaiul cu cai cu ecartament normal din Timișoara, acum parte a României - Temesvár în limba maghiară și pe atunci parte a Regatului Ungariei - a fost operat de societatea pe acțiuni Temesvári Közúti Vaspálya Társaság - pe scurt TKVT, în română: „Societatea de Căi Ferate Urbane Timișoara”. Din 1897 aceasta s-a numit Temesvári Villamos Városi Vasút Részvénytársaság (TVVV), iar astăzi funcționează - în continuare ca societate pe acțiuni - sub denumirea de Societatea de Transport Public Timișoara, prescurtat STPT.

## Istorie
| leer | leer | leer |

| leer | leer | leer |

| leer | leer | leer |

| leer | uexKHSTa | leer |

| uexKDSTaq | uexABZgr+r | leer |

| leer | uexhKRZWae | leer |

| leer | uexABZgl+l | uexKDSTeq |

| leer | uexDST | leer |

| leer | uexhKRZWae | leer |

| leer | uexhKRZWae | leer |

| leer | uexDST | leer |

| leer | uexmKRZ | leer |

| leer | uexTUNNEL2 | leer |

| uexKBHFaq | uexABZgr+r | leer |

| leer | uexTUNNEL2 | leer |

| leer | uexmKRZ | leer |

| leer | uexmKRZ | leer |

| leer | uexDST | leer |

| leer | uexhKRZWae | leer |

| leer | uexDST | leer |

| leer | uexDST | leer |

| leer | uexhKRZWae | leer |

| leer | uexmKRZ | leer |

| leer | uexKBHFe | leer |

| leer | leer | leer |

| leer | leer | leer |

| leer | leer | leer |

| leer | uexKHSTa | leer |

| uexKDSTaq | uexABZgr+r | leer |

| leer | uexhKRZWae | leer |

| leer | uexABZgl+l | uexKDSTeq |

| leer | uexDST | leer |

| leer | uexhKRZWae | leer |

| leer | uexhKRZWae | leer |

| leer | uexDST | leer |

| leer | uexmKRZ | leer |

| leer | uexTUNNEL2 | leer |

| uexKBHFaq | uexABZgr+r | leer |

| leer | uexTUNNEL2 | leer |

| leer | uexmKRZ | leer |

| leer | uexmKRZ | leer |

| leer | uexDST | leer |

| leer | uexhKRZWae | leer |

| leer | uexDST | leer |

| leer | uexDST | leer |

| leer | uexhKRZWae | leer |

| leer | uexmKRZ | leer |

| leer | uexKBHFe | leer |

### Istorie timpurie
La 15 noiembrie 1857, încă în timpul perioadei austriece, Timișoara de atunci a fost conectată la rețeaua feroviară a companiei Căilor ferate imperiale austriece. La acea vreme, o nouă linie ferată a ajuns în capitala Banatului dinspre Szeged. Cu toate acestea, noua stație de tren din Timișoara - Gara de Nord de astăzi - se afla în cartierul Iosefin și, prin urmare, la o mare distanță de centrul orașului. Între Cetate și Gara din Iosefin (Josefstädter Bahnhof și, mai târziu, Józsefvárosi pályaudvar) se afla esplanada încă neconstruit la acea vreme. De exemplu, de la Paradeplatz (mai târziu Jenő Herceg tér, astăzi Piața Libertății) până la gară trebuiau parcurși aproximativ doi kilometri și jumătate pe jos.
La 20 iulie 1858, extinderea liniei ferate către Jasenovo a intrat în funcțiune. Aceasta a trecut ulterior la doar câteva sute de metri sud de zidurile masive ale Cetății, dar din motive strategice militare, nu s-a înființat nicio gară acolo. Astfel, extinderea nu a schimbat cu nimic accesibilitatea insuficientă a căii ferate.
În plus, odată cu începerea industrializării, lipsa unei legături de transport între Cetate și Fabric, care era și el situat la periferie, a devenit din ce în ce mai vizibilă. Datorită numeroaselor companii industriale de acolo, Fabricul era și cel mai mare cartier din Timișoara la acea vreme; În 1850, 70% din populația orașului locuia acolo.

### Acordarea concesiunii și începerea construcției
Pentru a îmbunătăți condițiile de transport în oraș, pe 3 noiembrie 1867 - doar câteva luni după Compromisul Austro-Ungar - a fost înființată societatea care avea să opereze tramvaiul cu cai. La 11 decembrie 1867, noua companie a primit autorizația de construcție cu numărul 11981. La 12 februarie 1868, aceasta a depus planurile de construcție, iar la 20 februarie 1868 a primit, de asemenea, concesiunea pe o perioadă de 50 de ani.
Cu toate acestea, oferta concurentă a celor doi antreprenori, J. Krammer și A. Herzberg, din capitala ungară, Pesta, nu a avut succes. Deși consiliul orașului a recunoscut în martie 1868 că oferta lor era mai avantajoasă, deoarece deja fusese acordată autorizația companiei locale, noua cerere a fost respinsă. În schimb, compania locală a făcut câteva concesii orașului; de exemplu, a acceptat ulterior scurtarea perioadei de concesiune de la 50 la 40 de ani. Aceasta a fost aprobată de Ministerul Lucrărilor Publice din Pesta pe 15 iulie 1868 prin Decretul Numărul 6530.
La 29 octombrie 1868 au început în cele din urmă lucrările de construcție pentru calea ferată, numită în limba ungară „lóvasút”, ceea ce înseamnă „căi ferate pentru cai”. În aprilie 1869, inginerul Heinrich Baader a fost însărcinat cu continuarea lucrărilor de construcție și, la scurt timp, pe 1 iulie 1869, a fost numit director al companiei. În mai 1869, compania a încheiat un acord de utilizare a terenului cu orașul. Acesta a inclus, în plus față de clauzele obișnuite, o înțelegere potrivit căreia compania de tramvai cu cai trebuia să plătească o pătrime din costurile de construcție și întreținere a podurilor pe care le folosea.

### Inaugurare (iulie 1869)

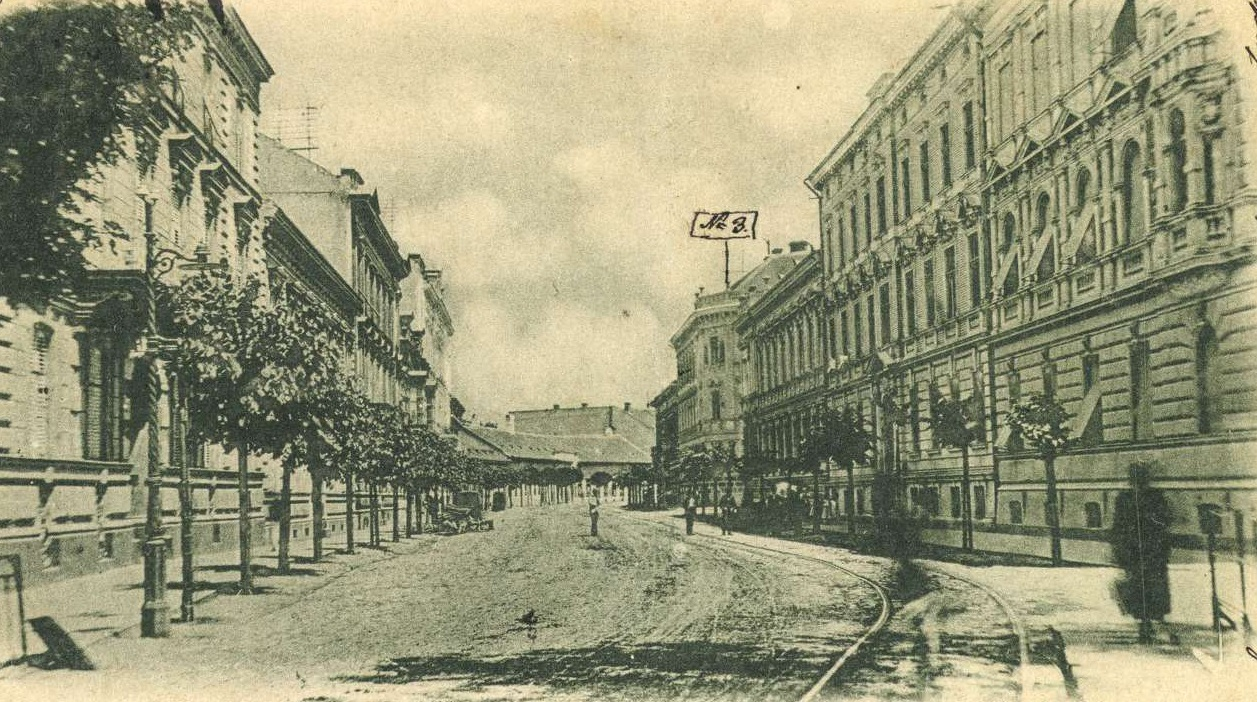
Liniile de tramvai cu cai de pe Andrássy út, azi Bulevardul 3 august 1919; în prim-plan podul peste canalul Morăritului, secat în 1909, în fundal Piața Romanilor.

Joi, 8 iulie 1869, a avut loc în cele din urmă inaugurarea serviciului de tramvai cu cai, inițial doar între Cetate și Fabric. După New York (1832), Montbrison (1839), Paris (1855), Boston (1856), Mexico City (1857), Havana și Santiago de Chile (1858), Rio de Janeiro (1859), Birkenhead (1860), Londra, Sydney și Toronto (1861), Geneva (1862), Buenos Aires, Alexandria, Cape Town, Copenhaga, Sankt Petersburg și Valparaíso (1863), Berlin și Viena (1865), Hamburg și Pesta (1866), Buda și Stuttgart (1868) precum și Bruxelles (mai 1869), Timișoara, cu cei 32.725 de locuitori de atunci, a fost printre primele orașe din lume care au inaugurat tramvaiul cu cai. La fel ca în aproape toate celelalte orașe, proiectanții din Timișoara au optat pentru ecartamentul standard; doar Santiago de Chile, Rio de Janeiro și Valparaíso (toate cu ecartament colonial de 1676 milimetri) și Sankt Petersburg (cu ecartament rusesc de 1524 milimetri) aveau ecartamente diferite, la momentul respectiv.
Stația finală din Cetate se afla în actuala Piața Sfântul Gheorghe, denumită pe atunci Szent György tér sau Sankt-Georgs-Platz. Piața este situată la doar aproximativ 100 de metri est de Piața Libertății și la 200 de metri sud de Piața Unirii, a doua piață centrală din Cetate. În Fabric, stația finală era în actuala Piața Romanilor, denumită pe atunci Piața Coronini sau Coronini tér în limba maghiară. Cu toate acestea, această denumire a apărut abia în anii 1880, motiv pentru care în majoritatea surselor se menționează că stația finală a tramvaiului cu cai a fost la Hanul „Regina Angliei”, cunoscut în limba maghiară sub numele de „Angol Királynő”, iar în germană ca „Zur Königin von England”. Acesta era colțul de nord-est al pieței, actualul număr 1 din Piața Romanilor. Acest prim traseu avea 1896 de metri lungime și se abătea de la actualul traseu de tramvai în două locuri. Tramvaiul tras de cai a circulat la sud de traseul de astăzi în aceste două secțiuni:
- Pornind de la punctul de plecare, traseul se îndrepta inițial spre sud-est, prin Strada Enrico Caruso, până la poarta principală a fostei Cazărmi Transilvania. De acolo, se îndrepta din nou spre nord-est, prin Strada Carol Telbisz, care în anii 1960 a fost parțial acoperită de magazinul Bega, până la traseul actual. Acesta a fost atins la intersecția dintre Strada Martin Luther și Bulevardul Revoluției din 1989, adică în fața actualului Hotel Continental.

- Între fosta Poartă a Transilvaniei (Erdélyi kapu, situată pe locul pe care se află azi actualul Hotel Continental) și intrarea în Parcul Poporului (Stadtpark, Városliget) din Fabric, drumul de legătură și, prin urmare, și traseul tramvaiului mergea inițial mai spre sud decât astăzi. Acesta urma - peste terenul încă neconstruit al actualului Palat al Poștei - străzile de astăzi Ludwig van Beethoven și Martir Leontina Bânciu. Bega curgea pe atunci - înainte de canalizare - puțin mai la sud și nu trebuia traversată de tramvaiul cu cai. În schimb, strada și tramvaiul treceau aproximativ 100 de metri mai la sud de ceea ce avea să devină ulterior Podul Decebal, care a fost finalizat abia în 1909, traversând așa-numitul Canal al Plutăritului, un fost braț al Begăi. Abia la Băile Neptun, tramvaiul cu cai ajungea pe traseul actual al tramvaiului.

Șanțul cetății era traversat de calea ferată printr-un pod de lemn; zidul orașului în sine era traversat printr-o poartă dublă a fortificației feroviare. În caz de asediu, conform unui acord semnat la 7 septembrie 1868, compania de tramvai era obligată, la cererea armatei, să demonteze podul și să readucă zidul în starea sa inițială în maxim 24 de ore. În exteriorul cetății, șinele se întindeau pe mai mult de un kilometru, asemănător unui tramvai interurban, prin teren în mare parte neconstruit.
Inițial, au fost 1 în ceea ce privește personalul și resursele: 1inspector, 6 conductori, 7 vizitii, 3 lucrători la calea ferată, 5 vagoane și 15 perechi de cai, dintre care 1 vagon si 3 perechi de cai au servit drept rezervă. Asta înseamnă că fiecarei curse i-au fost repartizate 3 cai, doar 2 dintre ei fiind necesari pentru a trage tramvaiul simultan, în timp ce al treilea se odihnea la capătul liniei.

### Extinderea în Iosefin (octombrie 1869)
La trei luni și jumătate de la deschiderea sa - luni, 25 octombrie 1869 - Iosefinul a fost conectat în sfârșit la noul tramvai tras de cai. De atunci, a început să circule o a doua linie între Piața Sfântul Gheorghe și hanul La Omul Sălbatic (în germană: Wilder Mann; în maghiară Vad-ember) de la capătul nordic al actualei străzi Iancu Văcărescu, adică la intesecția cu Splaiul Tudor Vladimirescu de astăzi. Intersecția în formă de T de pe malul stâng al Begăi a fost provizoriu capăt de linie, deoarece podul peste Begă, necesar pentru a conecta gara Iosefin, cunoscut ulterior sub numele de Bem-híd,azi Podul Eroilor, nu a putut fi finalizat la timp.
Noua linie avea o lungime de aproximativ 2,9 kilometri și, în cartierul Cetate, a folosită infrastructura existentă în primii 100 de metri în direcția cartierului Fabric. Abia în fața porții principale a fostei Cazărmii Transilvania, cele două trasee se separau. De acolo, ele au treceau prin Piața Iancu Huniade și Piața Victoriei, înainte de a se intersecta cu traseul actual al tramvaiului la Catedrala Mitropolitană. Fortificația de la Poarta Petrovaradin (Péterváradi kapu) a fost traversată din nou cu ajutorul unei punți de lemn ușor demontabile și a unei porți proprii. Apoi, traseul către cartierul Iosefin a continuat pe o distanță de aproximativ un kilometru ca o linie de tramvai interurban prin câmp deschis.
O particularitate operațională a noii secțiuni era intersecția la nivel cu calea ferată existentă din 1858 către Jasenovo. Cele două linii ferate se intersectau exact pe locul unde se află în prezent Catedrala. Pentru a îmbunătăți accesibilitatea cartierului Iosefin, linia de tramvai cu cai a luat un traseu ocolitor începând de la Piața Alexandru Mocioni, trecând prin intersecția Bulevardul 16 Decembrie 1989 cu Strada Iancu Văcărescu. În cartierul Cetate, era necesară o schimbare între cele două linii radiale către Fabric și cartierul Iosefin.

### Extinderea în Fabric (octombrie 1869)
La 26 octombrie 1869 traseul actual din Fabric a fost extins. Extinderea avea o lungime de aproximativ 650 de metri și se întindea până la intersecția mare de la stația actuală Prințul Turcesc, cunoscută anterior ca Împăratul Turcesc în perioada tramvaielor cu cai, denumită Török Császár în maghiară și Türkischer Kaiser în germană. Capătul de linie se afla pe strada Titu Maiorescu de astăzi. Nici acest traseu nu corespundea traseului tramvaiului de astăzi, ci se desfășura la sud de acesta. Prin urmare, nu urma traseul direct prin Piața Traian, ci trecea diagonal prin Piața Romanilor și apoi ajungea la strada Ștefan cel Mare printr-o proprietate privată de aproximativ 60 de metri aparținând companiei tramvaiului cu cai. Această proprietate, cu numărul de cadastru 15 este cunoscută astăzi ca strada Ștefan cel Mare. Numărul 22 fusese achiziționat de către companie în 1868 de la proprietarul anterior, Krausz, pentru suma de 7500 de guldeni. La fostul han Zum Schwarzen Bären (La Ursul Negru), linia de tramvai intersecta traseul actual al tramvaiului, de această dată pe teren public, la nord de Fabrica de Bere. Apoi, tramvaiul cu cai străbătea Piața Aurel Vlaicu, denumită anterior Rózsa tér sau Piața Rozelor, traversând din nou Canalului Moraritului, urmând apoi strada Titu Maiorescu până la capătul de linie.

### Extinderea în Iosefin (1871)
După finalizarea podului Bem-híd, care era primul pod de oțel peste râul Bega din acea perioadă, linia Iosefin a fost extinsă cu aproximativ 700 de metri în ziua de vineri, 29 septembrie 1871. Această extindere a furnizat Gării Iosefin o conexiune directă cu tramvaiul cu cai. Extinderea era absolut necesară, deoarece stația, odată cu deschiderea liniei feroviare către Arad pe 6 aprilie 1871, a fost promovată de la o simplă stație de tranzit la un nod feroviar. La nord de noul pod, tramvaiul trecea pe lângă Fabrica de Țigarete și continua direct spre gară, trecând prin Strada Dimitrie Bolintineanu și, ulterior, prin fostul terenul al companiei ELBA. Apoi, în dreptul stației feroviare de marfă, se îndrepta spre dreapta pe Strada Gării și se finaliza direct în fața intrării principale a clădirii gării. Astfel, tramvaiul cu cai a fost completat în ceea ce privește transportul de pasageri.

### Planuri nerealizate
Alte segmente de cale erau planificate, dar nu au fost puse în funcțiune sau au putut fi realizate abia în cadrul electrificării din 1899. Astfel, orașul a solicitat de mai multe ori companiei tramvaiului cu cai să extindă linia către Fabric cu aproximativ 500 de metri până la Malom-tér, cunoscută azi ca Piața Sarmisegetuza. Cu toate acestea, compania nu a considerat proiectul profitabil. De asemenea, compania nu a realizat o extindere de aproximativ 200 de metri de la Piața Sfântul Gheorghe la Piața Unirii.
În afară de asta, compania însăși a încercat să se extindă. În toamna anului 1873 a primit aprobarea pentru două noi linii de ramificație de la Piața Aurel Vlaicu până la Podul Dacilor pe de o parte și de la intersecția străzii Ștefan cel Mare cu Calea Ioan Vidrighiu și strada Petre Cermena pe de altă parte. Cu toate acestea, ambele rute nu au mai putut fi realizate din cauza crizei economice în care se afla Temesvári Közúti Vaspálya (Societatea de Căi Ferate Urbane Timișoara). În plus, mulți cetățeni din Fabric și-au exprimat protestul față de aceste rute. Se temeau că străzile înguste și podurile din această zonă nu vor fi potrivite pentru operațiunile cu tramvaiul tras de cai.

### Începutul traficului de marfă (1872)

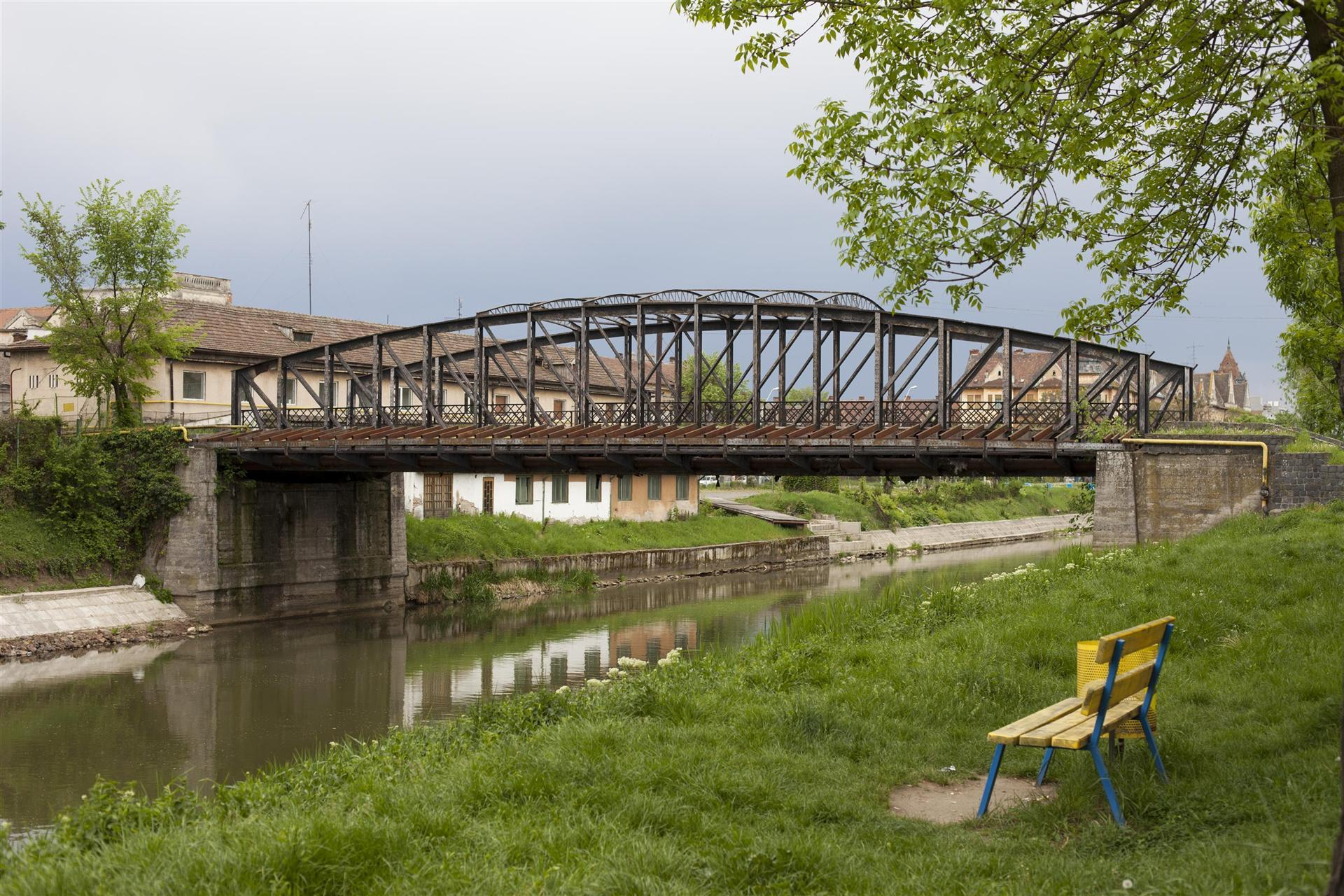
Din 1871, tramvaiele trase de cai au folosit acest pod pentru a traversa Bega între Cetate și Iosefin. Astăzi servește exclusiv ca pod pietonal la aproximativ 500 de metri în aval.

Finalizarea, din oțel, a podului Losonczy, în cursul anului 1871, care a înlocuit un pod de lemn mai vechi, aflat într-o stare precară, a făcut posibilă începerea transportului de mărfuri cu tramvaiul tras de cai în mai 1872. Concesiunea necesară a fost disponibilă încă de la început, dar a rămas nefolosită în primii câțiva ani de funcționare. Odată cu legătura directă a gării cu linia de tramvai cu cai cu un an înainte, cererea de transport de mărfuri cu tramvaiul cu cai a crescut enorm. Anterior, însă, se transportau doar bagaje. Unul dintre cei mai importanti clienti a fost Fabrica de bere Timișoreana de astăzi în Fabric, care a susținut de la început proiectul tramvaiului tras de cai și a contribuit și financiar. În fața Cazărmii Transilvania era un triunghi feroviar, special pentru traficul de marfă, care permitea curse continue din Fabric până în Iosefin și invers fără schimbarea direcției.

### Abolirea sistemului cu două clase (1875)
Tot în 1872, compania de tramvaie trase de cai a solicitat autorităților responsabile desființarea sistemului cu două clase. În loc de două clase de vagoane, pasagerii doreau să li se ofere de acum înainte un compartiment pentru fumători și unul pentru nefumători. Cu toate acestea, cererea a primit răspuns abia la 10 iulie 1875. În timp ce tariful unitar și, implicit, abolirea claselor separate de vagoane a intrat în vigoare la 21 iulie 1875, compartimentele pentru fumători nu au fost aprobate de către administrație, fumatul în vagoane rămânând interzis. Astfel, autoritățile ungare au tratat toate vehiculele la fel în fața legii, indiferent dacă, precum tramvaiele cu cai cu două clase, erau împărțite pe interior sau nu. În schimb, în lunile de vară, ferestrele unei jumătăți a vagoanelor au fost îndepărtate și înlocuite cu perdele, asemănător unui vagon de vară.

### Încă trei treceri la nivel cu calea ferată
La 23 octombrie 1876 a intrat în funcțiune noua cale ferată Timișoara–Caransebeș; acest lucru a creat încă două treceri la nivel cu calea ferată a Companiei de Căi Ferate de Stat Austro-Ungare. Una dintre ele se afla la doar câțiva metri nord de cea existentă cu traseul către Iasenovo, tot lângă Catedrala de astăzi. Al doilea era situat între Cetate și Fabric, unde se află acum intersecția Bulevardul Constantin Diaconovici Loga și Strada Ludwig van Beethoven. Astăzi nu mai există șine acolo; ambele mijloace de transport au fost relocate de-a lungul anilor - calea ferată în 1902, iar tramvaiul electric de mai târziu, în 1909.
Noua cale ferată a agravat în special situația la actuala Catedrală, unde acum mai multe trenuri au început să perturbe traficul autovehiculelor și al tramvaielor. Câțiva ani mai târziu, rutele spre Buziaș (din 1896) și spre Radna (din 1897) deschise de compania de căi ferate de stat maghiară, Magyar Államvasutak (MÁV), au adus un trafic suplimentar. Concentrarea călătoriilor cu trenul - în unele momente, la actuala Catedrală, pe ambele linii se desfășurau până la 40 de curse pe zi - cauza închideri prelungite a traficului.
În anii 1880, în fața gării, a fost adăugat un al patrulea punct de intersecție cu calea ferată. Acolo, linia de legătură spre Moara cu aburi Panonia, care se afla vis-a-vis de gară, traversa linia tramvaiului cu cai la un unghi drept.

### Expoziția universală (1891)

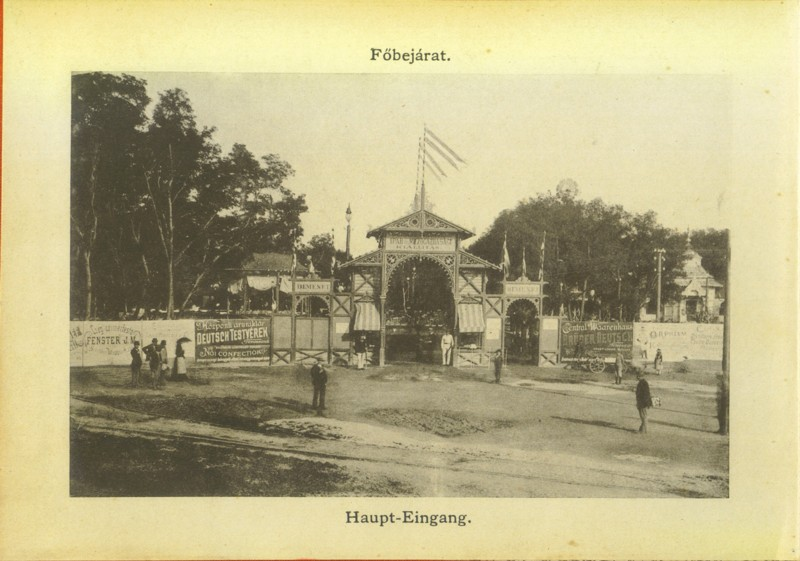
Intrarea principală la Expoziția universală din Parcul Franz Joseph; în prim plan calea tramvaiului tras de cai cu joncțiunea acolo

Între 19 iunie și 30 septembrie 1891 a avut loc la Timișoara o expoziție uiversală, Expoziția Universală a Industriei și Agriculturii. Parcul Franz Joseph, special amenajat pentru acest eveniment, era traversat de linia de tramvai cu cai către Fabric, iar intrarea principală se afla la intersecția Bulevardului Constantin Diaconovici Loga cu Strada Ludwig van Beethoven, ceea ce a adus un număr semnificativ de călători pe această linie de tramvai. Pentru a face față maselor de vizitatori, compania a achiziționat înainte de eveniment încă cinci vagoane de pasageri. Acest lucru a însemnat că cele patru circuite ale liniei către Fabric puteau fi operate la nevoie într-un format triplu, iar al cincilea vagon servea ca rezervă suplimentară. Expoziția a dus în cele din urmă la un record de pasageri; astfel, tramvaiul cu cai a transportat în întregul an 1891 un total de 964.264 de călători - un nivel pe care nu l-a mai atins până la electrificare.

### Concurența cu autobuzele trase de cai (1894)
Pentru a conecta cartierul Maierele Vechi, care a fost încorporat în Timișoara în 1890, cunoscut sub numele de Elisabetin din 1896, la rețeaua de transport urban, orașul a permis unui alt antreprenor privat să introducă omnibuze trase de cai în competiție cu tramvaiele. Compania Temesvár–Majoroki Társaskocsi Részvénytársaság cu un capital de social de 12000 de coroane a servit din 24 octombrie 1894 traseul dintre Cetate și Piața Nicolae Bălcescu de astăzi. Atunci, ca și acum, această piață era centrul Elisabetinului, iar tramvaiul tras de cai atingea noul cartier doar în partea sa de nord-vest.
La 27 mai 1895, compania de autobuze a primit în sfârșit aprobarea de a introduce două linii suplimentare care să circule între centrul orașului și gara Iosefin, pe de o parte, și gara Fabric, pe de altă parte. Gara Fabric, situată la periferie, care a fost deschisă în 1876, nu avea nicio legătură de transport la acea vreme; era situată pe un teren pe atunci încă neamenajat, la nord de centrul Fabricului, la peste un kilometru distanță de Piața Traian, situată central. În schimb, legătura directă cu cea mai importantă gară din Iosefin a reprezentat o concurență serioasă pentru compania de tramvai, deoarece vagoanele lor trebuiau să ocolească prin sudul Iosefinului.
În cele din urmă, Temesvári Közúti Vaspálya a reușit să conteste cu succes extinderea noului mijloc de transport, deoarece acesta împiedica dezvoltarea rețelei de tramvaie. Încă din iunie 1895, Consiliul Municipal a retras în mare parte aprobarile sale. Ca urmare, a doua linie de autobuz - care se conecta la tramvaiul cu cai - a circulat doar pe ruta scurtă Piața Romanilor - Gara de Est, iar a treia linie nu a mai fost implementată deloc. În cele din urmă, noul operator nu a reușit să se impună din punct de vedere economic cu această operare limitată, motiv pentru care, la sfârșitul anului 1896, Temesvári Közúti Vaspálya a achiziționat compania de autobuze. Ulterior, compania de tramvaie a operat însuși pe linia mai scurtă în Fabric, în timp ce conexiunea mai lungă spre Elisabetin a fost complet eliminată în acea perioadă.

### Ajustări de traseu în Fabric (1896) și Iosefin (1897)

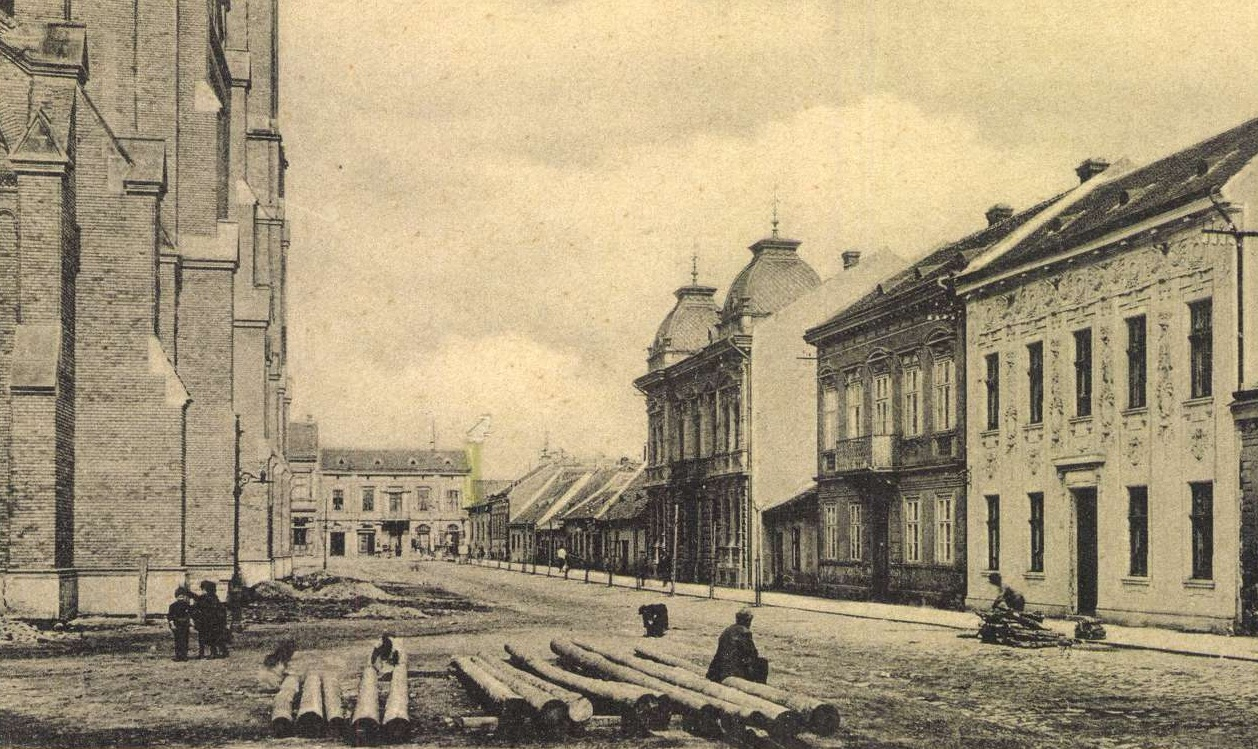
Linia de tramvai cu cai folosită doar timp de trei ani lângă Biserica Millenium; în centrul imaginii, de asemenea, o linie de evitare instalată în 1896.

Noua construcție a Bisericii Millenium, care a fost ridicată între 1896 și 1901 în Piața Romanilor, loc neconstruit anterior, a necesitat o ajustare a traseului către Fabric, cu trei ani înainte de electrificare. Pentru a elibera zona de construcție, tramvaiul cu cai înconjura piața pe latura sa nordică și estică în loc să o traverseze diagonal, așa cum se întâmpla anterior. Aceasta a dus la o ușoară prelungire a distanței, și, de asemenea, a necesitat mutarea liniei de evitare existente către est pe latura pieței.
Noua construcție a clădirii gării Iosefin, între 1897 și 1899,a dus de asemenea la o altă ajustare a traseului în piața gării. Ca urmare, stația terminală originală din 1871, care era situată direct lângă clădirea gării, la nord de actuala strada Gării și care era accesată printr-un mic pod peste canalul care curgea acolo în trecut, a fost eliminată. Noua stație terminală, folosită în cele din urmă doar doi ani, era situată în centrul pieței, în prelungirea directă a liniei din centrul orașului. Astfel, au fost eliminate atât fosta curbă în formă de "S", cât și podul peste canal.

### Înainte de electrificare (1897)
După negocieri îndelungate între oraș și compania de tramvai, Ministerul din Budapesta a acordat licența pentru electrificare la 5 iunie 1897, ceea ce a dus la schimbarea numelui companiei la 21 iulie a aceluiași an în "Temesvári Villamos Városi Vasút Részvénytársaság", în limba română "Societatea pe Acțiuni Tramvai Electric Timișoara". Compania a fost obligată să promoveze în special extinderea rețelei, pe lângă modernizarea traseelor existente. În special locuitorii din orașul Elisabetin, care rămăseseră fără legătură de transport după închiderea liniei de tramvai cu cai din 1896, cereau de mult timp să fie conectați la rețeaua de tramvaie. La fel de urgentă era legătura cu gara Fabric, care nu era suficient deservită de autobuzul tras de cai.
Nevoia de transport a crescut semnificativ de-a lungul anilor și nu putea fi satisfăcută decât într-o măsură limitată de tramvaiul tras de cai. Populația Timișoarei aproape că se dublase cât timp a funcționat tramvaiul tras de cai; în 1900 locuiau deja 59229 de oameni în oraș. De asemenea, la sfârșitul secolului al XIX-lea, tramvaiul cu cai era considerat depășit din punct de vedere tehnologic. În capitala Budapesta, de exemplu, existau deja tramvaie electrice începând cu anul 1887, iar în Viena, cealaltă capitală a Dublei Monarhii Austro-Ungare, începând cu 1897.

### Începerea funcționării electrice (1899)
Lucrările de construcție a noii rețele de linii au început în iulie 1898. Rețeaua a fost extinsă de la 6,636 km sau 6,672 km la 10,315 km. Joi, 27 iulie 1899, a fost inaugurată funcționarea electrică. În locul celor două linii de tramvai cu cai - care nu aveau numere de linii - au fost introduse cinci linii de tramvai cu alimentare electrică: I, II, III, IV și V. Doar cele două secțiuni ale traseului, Piața Romanilor - Piața Balaș și Operă - Piața Alexandru Mocioni, au fost convertite direct la electricitate, adică aproximativ 2,4 kilometri. Aceste două secțiuni au fost extinse cu două linii înainte de electrificare. Marea parte a rețelei, operată începând din 1899, a constat în trasee complet noi construite de la zero.
Cu trecerea la tramvaiul electric, s-a înregistrat și o creștere masivă a volumului de trafic. În 1898, tramvaiul cu cai transporta 874901 de pasageri, în timp ce în 1900 tramvaiul electric transporta deja 2397492 de pasageri, ceea ce înseamnă de două ori și jumătate mai mulți pasageri.
Cele două foste trasee ale tramvaiului cu cai au rămas până în prezent principalele artere ale rețelei de tramvai din Timișoara, cu excepția ajustărilor de traseu de-a lungul anilor. Traseul Fabric – Cetate – Iosefin este acum deservit în principal de liniile 1 și 2. Asta este valabil în special pentru linia 1, care acoperă ambele capete ale fostului traseu al tramvaiului cu cai.
Cu toate acestea, trebuie menționat că cursa de noapte către Gara Iosefin și înapoi a continuat să fie operată ca tramvai cu cai până în 1904, deoarece centrala electrică deținută de companie nu funcționa în timpul nopții. Abia când serviciul de tramvai a fost preluat de autoritățile locale, în decursul aceluiași an, iar tramvaiul a fost conectat la centrala electrică municipală, a fost pus capăt definitiv serviciului de tramvai cu cai din Timișoara.

## Funcționare și infrastructură
[[{{{2}}}|Terminalul cu patru linii al tramvaiului cu cai de pe actuala Piața Sfântul Gheorghe, cu vedere spre fosta Biserică a Seminarului.]]⁠(de)[traduceți]
[[{{{2}}}|Terminalul din Cetate văzut din alt unghi, cu sediul Băncii în fundal.]]⁠(de)[traduceți]
Lungimea totală a liniilor tramvaiului cu cai, inclusiv toate devierele, liniile din depou și liniile auxiliare necesare pentru transportul de mărfuri, a fost de 7584 de metri, după finalizarea tuturor secțiunilor. Pentru construcția șinelor, compania a folosit în principal șine canelate de tip Loubat cu o masă de 23 kilograme pe metru, care erau montate pe traverse de stejar. Doar pe două secțiuni mai scurte ale traseelor între Cetate și cele două suburbii au fost utilizate șine de tip Vignol cu o masă de 16 kilograme pe metru, montate pe un strat de balast peste care a fost adaugat cu nisip, pentru a completa eventualele spații libere:
- aproximativ 400 de metri între Poarta Transilvania și actuala intersecție a Bulevardului Constantin Diaconovici Loga cu Strada Ludwig van Beethoven;
- aproximativ 300 de metri între Poarta Petrovaradinului și fosta trecere la nivel cu calea ferată, unde se află Catedrala astăzi.

Șinele au fost fabricate de oțelăria din Reșița și au costat 18 forinți per metrul cub. Ambele trasee ale tramvaiului tras de cai erau cu o singură cale; văzută din Cetate, șina pentru traseul către Fabric era pe partea dreaptă a străzii, în timp ce pentru traseul către Iosefin era pe partea stângă. Secțiunea de aproximativ 100 de metri, deservită de ambele linii și traversată de Strada Enrico Caruso, era realizată ca o deviere comună. Această deviere se deschidea într-o stație de schimb cu patru linii pe Piața Sfântul Gheorghe, unde se schimbau și caii.  Cele două linii foloseau devierea din Cetate la intervale de timp diferite; adică mai întâi se realiza schimbarea de direcție pentru linia către Fabric, apoi, după 6 minute, se făcea schimbarea de direcție pentru linia către Iosefin. Aceasta a dus la o perioadă de tranziție de 6 minute în ambele direcții. Timpul total de călătorie pe întreaga distanță a tramvaiului cu cai, inclusiv schimbarea, era astfel de 45 de minute în fiecare direcție.
Pe lângă devierea comună utilizată pe Strada Enrico Caruso, cele două linii de tramvai cu cai aveau la dispoziție alte șase locuri de întâlnire:
| Pe traseul de 2,6 kilometri către Fabric:  | la unghiul drept al intersectiei actualului bulevard Constantin Diaconovici Loga cu strada Ludwig van Beethoven, la est de fosta trecere la nivel cu calea ferata de acolo. |
| Pe traseul de 2,6 kilometri către Fabric:  | în Piața Romanilor, pe locul Bisericii Millenium de astăzi |
| Pe traseul de 2,6 kilometri către Iosefin: | pe Bulevardul 16 Decembrie 1989, între fosta trecere la nivel cu calea ferata și Podul Maria                                                                                |
| Pe traseul de 2,6 kilometri către Iosefin: | pe Bulevardul 16 Decembrie 1989, între strada Alexandru Odobescu si Strada Constantin Brâncoveanu                                                                           |
| Pe traseul de 2,6 kilometri către Iosefin: | pe strada Iancu Văcărescu, între bulevardul Regele Carol I și splaiul Tudor Vladimirescu                                                                                    |
| Pe traseul de 2,6 kilometri către Iosefin: | în zona terminalului cu două căi din piața Gării de Nord |

Devierile aveau o distanță medie de aproximativ 950 de metri între ele și aveau fiecare aproximativ 70 de metri lungime; adică permiteau încrucisările. După finalizarea extinderii, cele două linii erau deservite de un total de zece curse la fiecare zece până la doisprezece minute, cu o viteză medie de călătorie de aproximativ nouă kilometri și jumătate de pe oră. Pe linia către Iosefin, erau programate șase curse până la extinderea din 1871, cand existau doar cinci. Linia către Fabric a început cu patru curse. Operațiunile începeau la ora 6:00 dimineața, iar ultima cursă către Fabric pleca la ora 22:00. Aceasta, la rândul său, avea o legătură în Cetate cu ultimul vagon al zilei către Iosefin. În plus, exista și un serviciu zilnic în jurul orei 3:30, o cursă specială de noapte către gara Iosefin, care se întorcea de acolo la ora 4:00. Această cursă oferea o conexiune cu un tren care pleca către Budapesta la acea oră și un alt tren care sosea de acolo.
Cu toate că în Timișoara existau stații clar definite conform contractului de concesiune cu orașul, pasagerii puteau solicita oprirea la cerere în orice moment, așa cum era obișnuit în acea vreme în multe tramvaie cu cai, fie strigând din interiorul vagonului, fie făcând semn de la marginea drumului. Această practică a încetat doar odată cu electrificarea.
În cazul unui număr mare de călători, fiecare linie avea la dispoziție trei vagoane suplimentare, care puteau să întărească cursele regulate în mod spontan, de exemplu ca așa-numitele "vagoane pentru teatru" după spectacolele de teatru, și care erau de asemenea pregătite în Piața Sfântul Gheorghe. Astfel, pe linia către Iosefin, în medie, fiecare a doua cursă, iar pe linia către Fabric, chiar trei din patru curse, puteau fi operate în dublu, cu tramvaie suplimentare. Tramvaiele suplimentare circulau în modul de urmărire, direct în spatele tramvaiului regulat, iar tramvaiele care veneau din sens opus trebuiau să permită trecerea ambelor tramvaie în devieri. În timpul orelor de vârf, era posibil să se opereze toate cursele cu tramvaie suplimentare cu un total de 21 de vagoane și un vagon în rezervă.
Creșterea frecvenței nu ar fi fost posibilă pe infrastructura cu o singură șină fără construirea de tronsoane cu două linii sau a altor linii de depășire suplimentare. Odată cu achiziționarea a cinci vagoane suplimentare pentru Expoziția Industrială și Agricolă din 1891, cursele liniei către Fabric puteau fi parcurse în triplu dacă exista suficientă cerere.

## Cladiri ale companiei

### Primul depou din 1869
Pentru a începe operațiunile în vara anului 1869, orașul a oferit gratuit companiei de tramvaie trase de cai o zonă pentru depou  pe latura de sud a Pieței Romanilor, care se situa unde se află azi Edificiul Societatii Colterm (Piața Romanilor nr. 11). La acea vreme, acesta se afla la marginea de vest a Fabricului, iar depoul propriu-zis era amplasat pe ceea ce era cunoscut sub numele de Câmpia Frânghierilor (îngermană: Seilerwiese), adică pe terenul încă neconstruit dintre drumul de legătură între Cetate și Fabric (astăzi Bulevardul 3 August 1919) la nord, actuala Piața Romanilor la est, râul Bega (astăzi strada Joseph Nischbach) la sud și canalul Plutăritului (astăzi Strada Episcop Joseph Lonovici) la vest. În locul vechiului depozit cezaro-crăiesc, compania a construit acolo, până la sfârșitul anului 1869, o hală de tramvaie din lemn, lungă de 27 de klaftere (51,2 metri) și lată de unsprezece klaftere (20,8 metri). Depozitul cu trei linii era accesibil printr-o placă turnantă și oferea loc pentru toate cele 24 de tramvaie existente la acea vreme.
Grajdurile pentru cai au fost inițial separate spațial de depozit și au fost amplasate în clădirea vecină cu numărul de cadastru 16 din Fabric, astăzi Piața Romanilor nr. 10 sau strada Ștefan cel Mare nr. 20. Compania a achiziționat această clădire de la fostul proprietar, Carol Schiller, la data de 6 martie 1869 pentru suma de 18500 de guldeni și a reamenajat-o pentru scopurile sale până în 1870. Administrația, în schimb, a închiriat spațiu în clădirea Lloyd's of London din Cetate.
Primul depou funcționa într-un mod provizoriu, deoarece compania de tramvaie era obligată să-și găsească un teren propriu pentru depou și să elibereze zona care i-a fost încredințată, dacă era necesar, în decurs de șase săptămâni. Această notificare a fost emisă la 4 noiembrie 1871, dar compania nu a putut să o respecte. Au purtat negocieri cu privire la cumpărarea celor 468 de metri pătrați de teren de la oraș, dar acest lucru a fost respins de către autorități. În cele din urmă, abia în toamna anului 1873, o hotărâre judecătorească a forțat compania să-și lichideze depoul provizoriu de pe Seilerwiese, înainte ca orașul să construiască prima sa centrală electrică în 1884, ocazie cu care a fost introdusă iluminarea electrică a străzilor

### Al doilea depou din 1874
Pentru înlocuirea depoului initial, compania de tramvaie a cumparat pe 31 decembrie 1873 o proprietate cu numarul de cadastru 400 de la Isabela Schmidt pentru suma de 22000 de guldeni. Aceasta cladire - astazi situata în Piața Aurel Vlaicu nr. 4 - se afla în partea nordica a pietei mentionate, intre clădirea morii Ersten Kunstmühl Gesellschaft, în stânga, și Hotelul Rosen, în dreapta. Cladirea nou achizitionata a servit ca sediu administrativ pentru companie incepand cu 1874, iar in curtea din spate a fost construita in acelasi an un depou cu cinci linii. Pentru aceasta, fosta casa Schmidt a fost dotata cu o poarta larga de acces, iar accesul în depou se facea printr-o linie de tramvai cu o placa turnantă. In curtea interioara se afla o a doua placă turnantă pentru conectarea la liniile de deviere din depou.
Noul depou găzduia și o potcovărie finalizată în 1874, în timp ce grajdurile pentru cai au fost finalizate abia în februarie 1876. Cu toate acestea, compania de tramvaie și-a vândut proprietatea cu numărul de cadastru 16 la 13 octombrie 1875, pentru doar 10.000 de guldeni; asta înseamnă că a înregistrat o pierdere de 8.500 de guldeni în șase ani.
Sediul companiei din Piața Aurel Vlaicu a fost abandonat odată cu electrificarea din 1899, atât depoul cât și administrația mutându-se pe arealul folosit și astăzi în partea de sud a Bulevardului Take Ionescu. Vechea clădire a rămas intactă - dar a primit o nouă intrare înainte de 1928, care a înlocuit vechea poartă mare pentru tramvaiele trase de cai.

## Tarifar
Un bilet cu o calatorie între Fabric și Cetate sau Cetate și Iosefin costa 10 creițari, adică un Sechserl, la clasa întâi, și al 8 creițari la clasa a doua. Pentru întreaga rută, tariful era dublu. După introducerea clasei standard, în 1875, s-a aplicat tariful mai mare al primei clase; Totodată, au fost introduse bilete pentru copiii sub zece ani la jumătate de preț, la fel ca și biletele pentru elevi. Începând din 1878, studenții au primit, de asemenea, o reducere dacă puteau furniza documente corespunzătoare. În 1879, compania a introdus, de asemenea, bilete cu o singură călătorie pentru ambele linii, reduse la 15 creițari.
Călătorilor frecvenți și navetiștilor li se ofereau carduri de călătorie pentru 50 de călătorii. Acestea au fost disponibile inițial, la fel ca și biletele individuale, pentru ambele clase de vagoane, apoi pentru clasa standard. Prețul era cu 20% mai mic decât prețul unei călătorii individuale, dar trebuia utilizat în termen de o lună. Acest abonament consta dintr-o hârtie perforată, asemănătoare cu o coală de timbre. Conductorul desprindea o bucată din această hârtie la fiecare călătorie.
În 1895, au fost introduse și bilete dus-întors cu preț redus. Acestea costau 12 creițari și au fost o reacție a companiei de tramvaie la introducerea în anul precedent a omnibusurilor cu cai, care costau și ele 6 creițari pe călătorie.

## Statistici privind călătorii
Performanța de trafic a tramvaiului tras de cai a fost următoarea; nu sunt disponibile date pentru ceilalți ani: 
| 1870    | 1889    | 1890    | 1891    | 1892    | 1893    | 1894    | 1895    | 1896    | 1897    | 1898    |
| ------- | ------- | ------- | ------- | ------- | ------- | ------- | ------- | ------- | ------- | ------- |
| 665.000 | 727.012 | 711.392 | 964.264 | 804.512 | 859.626 | 877.468 | 882.240 | 873.068 | 940.819 | 874.901 |

## Vehicule

### Vagon pentru pasageri
În anul de inaugurare a tramvaiului cu cai, K.k. landesbefugte Maschinenfabrik und Wagenbauanstalt Johann Spiering din Viena a livrat în total 21 de vagoane de călători pentru tramvaiul din Timișoara. Din aceste vagoane Spiering, 5 au fost disponibile deja la inaugurarea serviciului, iar restul au fost aduse pe parcursul anului 1869. La fiecare vagon erau atașați doi cai, iar în caz de zăpadă, erau folosiți trei cai. 10 dintre cele 21 de vagoane Spiering au fost utilizate ca vagoane remorci pentru tramvaiul electric până în 1919.
Pentru cele cinci vagoane livrate pentru Expoziția Mondială din 1891, o nouă companie a primit contractul de producție, de data aceasta Wagen- und Waggonfabrik, Eisen- und Metallgießerei Joh. Weitzer din Graz. Aceste vehicule erau ușor mai ușoare decât cele din prima livrare și, ca urmare, puteau fi trase de un singur cal. Au fost scoase din uz odată cu electrificarea; niciunul dintre ele nu a fost păstrat. Au fost scoase din uz odată cu electrificarea; niciunul dintre ele nu a fost păstrat.

### Vagon pentru bagaje
Pe lângă vagoanele de pasageri, Spiering a livrat și trei vagoane pentru bagaje în anul de inaugurare, dintre care două erau închise (poggyaszkocsi) și costau 820 de Forinți fiecare, iar unul era deschis (poggyaszkocsialváz, tradus mot-a-mot ca "șasiu de vagon de bagaje") și costa 520 de Forinți. Nu se cunoaște perioada exactă în care au fost folosite, și niciunul dintre ele nu a fost păstrat.

### Vagoane de marfă
Cu ocazia începerii transportului de mărfuri în mai 1872, compania a achiziționat șapte mici vagoane plate deschise pentru tramvaiul tras de cai, care proveneau de la Maschinen- und Waggon-Fabriks-Aktiengesellschaft Simmering și au fost în funcțiune până la electrificarea din 1899.

## Personal
În total, compania de tramvai cu cai avea 39 de angajați, inclusiv directorul, 2 inspectori, 10 conductori, 20 de vizitii, 1 revizor tehnic de vagoane, 1 veterinar, 2 comiși și 2 șefi de manevră. Zilnic, erau în serviciu opt conductori, în timp ce doi erau liberi. Pe fiecare linie, era folosit cu un conductor mai puțin decât numărul de vagoane în mișcare. Aceasta înseamnă că conductorii trebuiau să se întoarcă imediat la capătul liniei cu tramvaiul de întâmpinare așteptând acolo, în timp ce vizitii și caii lor aveau o pauză de zece până la doisprezece minute. Acest lucru a avut ca rezultat faptul că prima cursă a dimineții pentru fiecare linie era operată doar cu un vizitiu.

## Cai
Compania avea la dispoziție un total de 70 de cai, care erau schimbați în fiecare zi la ora prânzului în Piața Sf. Gheorghe.